# Notre-Dame-des-Hirondelles
Notre-Dame-des-Hirondelles est la sixième nouvelle du recueil Nouvelles orientales de Marguerite Yourcenar, paru en 1938.

## Résumé
Les nymphes prenaient les enfants par la main et les emmenaient danser au bord des précipices lorsqu'un moine, nommé Thérapion, décide de les éliminer. Il les repousse jusqu'à la montagne, détruisant un par un les multiples repères du mal. Les fées dépérissent peu à peu au fond d'une grotte, dont Thérapion a bloqué l'entrée en y construisant une chapelle. Après quoi, la Sainte Vierge Marie arrive pour donner une nouvelle perception des Néréides à Thérapion : elle les transforme en hirondelles, et les relâche en ouvrant son manteau.

## Analyse de l'œuvre
Le titre de la nouvelle informe le lecteur sur le contexte religieux de l'œuvre : Notre-Dame-des-Hirondelles est en réalité le nom d'une chapelle. La nouvelle croise la mythologie grecque (polythéiste) et la mythologie chrétienne (monothéiste). Les nymphes, divinités de la nature, sont chassées par le moine Thérapion jusqu'à une grotte dans la montagne. Le récit comporte alors deux points de vue différents : le point de vue du moine, dont le but est d'éliminer les petites divinités païennes, qui emploiera les termes "malignes", "maudites", "créatures inutiles et nuisibles", pour désigner les nymphes, tandis que les paysans, chérissant et adorant ces "fraîches fées" les nomment plutôt "les malheureuses", "les captives", et les comparent à de "blanches colombes". Le registre pathétique du récit est marqué d'un sentiment de pitié à l'égard des nymphes mourantes au fond de la grotte.
Le dénouement relève du miracle ; les nymphes se métamorphosent en hirondelles. Une jeune femme, surgie de nulle part, réussit à convaincre le moine de la laisser accéder au repaire des fées. Lorsqu'elle en ressort, elle ouvre son manteau et libère des centaines de jeunes hirondelles. Puis elle demande au moine de les accueillir chaque année dans son église.

## Citation
- « Et Marie s'en alla par le sentier qui ne menait nulle part, en femme à qui il importe peu que les chemins finissent, puisqu'elle sait le moyen de marcher dans le ciel. »

## Adaptation
Notre-Dame-des-Hirondelles a fait l'objet d'une adaptation théâtrale, mise en scène par Nicole Seiler et Fabrice Gorgerat, au Petit théâtre de Lausanne, en mars 2009.